# La Pérgola
La Pérgola es un núcleo de población del municipio de Albacete (España) situado al sur de la capital.
Según el Instituto Nacional de Estadística, tiene una población de 27 habitantes (2022).